# Suchinda Kraprayoon
Suchinda Kraprayoon (in thai: สุจินดา คราประยูร; provincia di Nakhon Pathom, 6 agosto 1933 – Bangkok, 10 giugno 2025) è stato un politico e generale thailandese, primo ministro dal 7 aprile 1992 al 24 maggio 1992..
È ricordato come il responsabile della strage del maggio 1992 a Bangkok, quando le forze dell'ordine aprirono il fuoco sui dimostranti che protestavano contro la sua elezione a primo ministro.

## Biografia

### Studi
Figlio di Juang e Sompong Kraprayoon, studiò alla scuola del Wat Rajabopit e alla Amnuaysilp School. Dopo un anno all'Università Chulalongkorn entrò nell'Accademia dei cadetti dell'esercito Chula Chom Klao. Frequentò inoltre corsi di specializzazione militare negli USA, presso il reggimento di artiglieria di Fort Sill in Oklahoma e al Fort Leavenworth, in Kansas.

### Carriera nell'esercito
Iniziò il servizio nell'esercito thailandese nel 1953. Nel 1958 ottenne la prima promozione significativa nell'Artiglieria e negli anni successivi ebbe incarichi sempre più importanti nell'esercito tra cui lettore a un college dell'esercito, direttore generale e assistente del capo di stato maggiore del Dipartimento operativo, vice capo di stato maggiore, vice comandante, comandante e comandante in capo, nel 1990. Nel 1991 fu nominato comandante in capo del quartier generale del comando supremo dell'esercito.

### Carriera politica
Fu uno dei membri del Consiglio nazionale per il mantenimento della pace (CNMP) che mise in atto il colpo di Stato militare del 23 febbraio 1991, accusando il primo ministro Chatichai Choonhavan di abuso di potere e corruzione, costringendolo a rassegnare le dimissioni e ad andare in esilio nel Regno Unito. Il CNMP difese in realtà le élite della burocrazia thailandese, i cui interessi erano stati messi in pericolo dal governo di Choonhavan. Il governo fu sciolto e la nuova compagine governativa fu affidata il 2 marzo a Anand Panyarachun, che promulgò una nuova costituzione e fissò nuove elezioni per il marzo del 1992.

#### Primo ministro
Dopo le elezioni del marzo 1992, la coalizione formata dai partiti Samakkee Dhamma, Nazione Thai, Azione Sociale, Cittadino Thai e Rassadorn, scelse come primo ministro Suchinda Kraprayoon, che fu nominato il 7 aprile 1992 malgrado non fosse stato eletto. La nomina fu possibile grazie a un articolo della nuova Costituzione, che autorizzava l'elezione a capo del governo anche per chi non era stato eletto. La nomina di Kraprayoon fu contestata aspramente dalle opposizioni e fu organizzato uno sciopero e una manifestazione di protesta a Bangkok per il 17 maggio, che risultò la più imponente mai tenutasi nel Paese da quella del 1973 che costrinse all'esilio il dittatore Thanom Kittikachorn. Negli scontri che avvennero in quei giorni – ricordati come il maggio nero – perse la vita un gran numero di civili. Oltre 200.000 manifestanti provenienti da tutta la Thailandia riempirono la piazza reale Sanam Luang, malgrado i tentativi del governo di bloccare l'accesso a Bangkok.

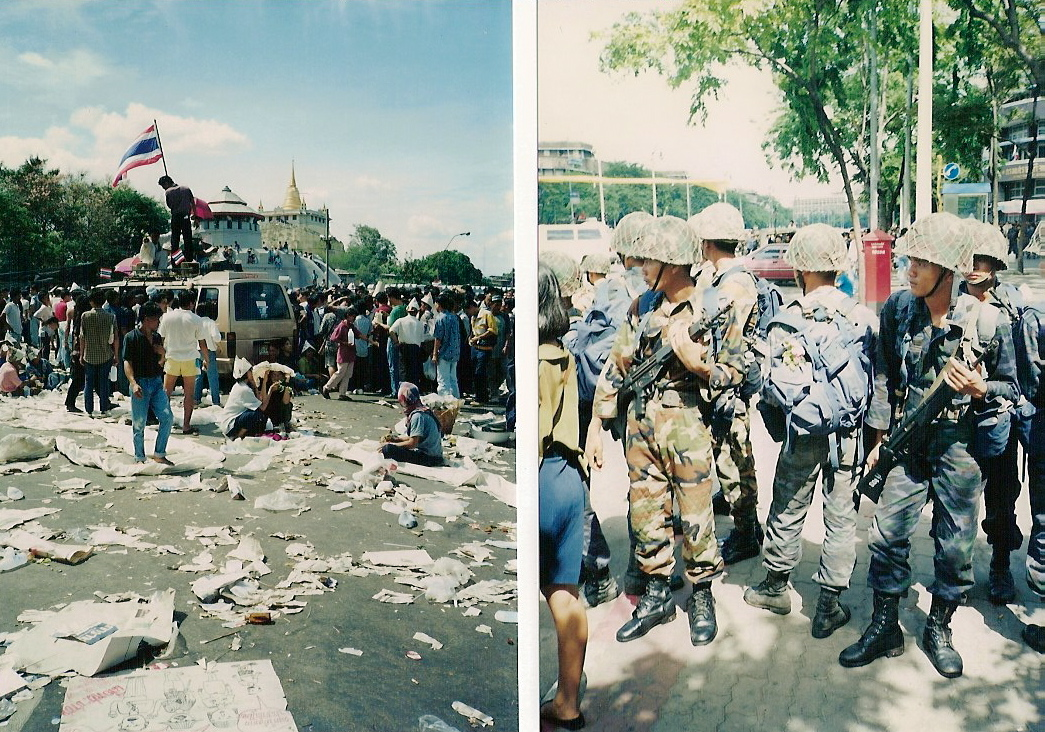
Bangkok, 1992. Manifestanti contro Kraprayoon e forze dell'ordine durante la crisi del maggio nero

I primi scontri con le forze dell'ordine ebbero luogo quella sera stessa e dilagarono in altre zone della capitale. Malgrado la cruda repressione operata dalla polizia, che aprì il fuoco sui dimostranti, questi continuarono a manifestare fino all'intervento televisivo del 20 maggio di re Rama IX, a cui presero parte Kraprayoon e il leader della protesta Chamlong Srimuang, che era stato arrestato. Secondo alcune fonti le vittime accertate degli scontri furono 52 e molte altre persone scomparvero, secondo altre i morti furono oltre 200. Centinaia furono anche i feriti e diversi degli oltre 3.500 arrestati furono torturati. Una commissione parlamentare attestò l'uso esagerato della violenza da parte della polizia. Kraprayoon fu costretto quindi a dimettersi da primo ministro il 24 maggio del 1992. La carica fu temporaneamente affidata al suo vice Meechai Ruchuphan fino al 10 giugno, quando fu nuovamente nominato Anand Panyarachun.

### Dopo la politica
Dopo le dimissioni, Kraprayoon fu nominato presidente della Telecom Holdings, di cui fa parte Telecom Asia, che in seguito sarebbe diventata la compagnia telefonica True. La giunta militare del Consiglio Nazionale per il Mantenimento della Pace, di cui Kraprayoon era membro, aveva dato la concessione a Telecom Asia per installare 2 milioni di linee telefoniche a Bangkok.